# Festuca lilloi
Festuca lilloi är en gräsart som beskrevs av Eduard Hackel. Festuca lilloi ingår i släktet svinglar, och familjen gräs. Inga underarter finns listade i Catalogue of Life.